# These Days
These Days е шестият студиен албум на американската рок група Бон Джоуви. Издаден е през 1995 г. Продава се в повече от 9 милиона копия по целия свят. Това е първият албум издаден след напускането на първоначалния басист Алек Джон Съч.

## Песни
1. Hey God
2. Something For The Pain
3. This Ain't A Love Song
4. These Days
5. Lie To Me
6. Damned
7. My Guitar Lies Bleeding In My Arms
8. (It's Hard) Letting You Go
9. Hearts Breaking Even
10. Something To Believe In
11. If That's What It Takes
12. Diamond Ring
13. All I Want Is Everything
14. Bitter Wine